# パトリック・トゥイプロトゥ
パトリック・トゥイプロトゥ（Patrick Tuipulotu、1993年1月23日 - ）は、ニュージーランドのブルーズに所属するラグビーユニオン選手。ニュージーランド代表。2021-2022年には、ジャパンラグビーリーグワン初年度のトヨタヴェルブリッツに1シーズン限定の契約で所属していた。

## プロフィール
- ニュージーランド・クライストチャーチ出身[2]。
- ポジションはロック(LO)。
- 身長 198 cm、体重 123 kg[3]
- U20ニュージーランド代表に選ばれたことがある[4]。
- ニュージーランド代表キャップは51（2025年6月現在）。ワールドカップ2019のニュージーランド代表に選ばれた[5]。
- 2021年、1シーズン限定の契約でトヨタヴェルブリッツに所属[1]。

## 略歴
セント・ピーターズ・カレッジ卒業後、オークランドを経て、2014年、ブルーズに加入。
2020年、ブルーズの主将に就任した。
2021年、トヨタヴェルブリッツに1シーズン契約で加入。2022年1月16日に行われたJAPAN RUGBY LEAGUE ONE第1節東京サントリーサンゴリアス戦にて先発出場で日本での公式戦初出場を果たした。2022年5月退団。
ブルーズとの契約は2025年まで続く。

## 受賞歴
- 2025年スーパーラグビー・パシフィック チーム・オブ・ザ・イヤー:20回(セカンドロー) [10]。